# ZGMF-X20A Strike Freedom
Tập tin:GSD Strike Freedom.jpg

## Lịch sử hình thành
Sau khi Mobile Suit Freedom cũ bị nổ. Lacus Clyne đã trở lại PLANT và trên đó cô có một nơi bí mật tập hợp những người chống chiến tranh gọi là Clyne Faction.Ở Clyne Faction những người chống chiến tranh đã sản xuất ra Mobile ZGMF-X20A Strike Freedom. Đây là một Mobile vô cùng hiện đại với nhiều tính năng mới mà Freedom cũ không có như: DRAGOON system, HiMAT...và một lò phản ứng hạt nhân đã được thiết kế lại khiến tầm bay của Strike Freedom gần như vô hạn và chỉ phụ thuộc vào sức khỏe của phi công.
Mobile này được thiết kế để cho Kira Yamato lái và nó cũng được thiết kế để đánh cặp với Gundam ZGMF-19A Infinite Justice.

## Thông số kỹ thuật
Tên: ZGMF-20A Strike Freedom.
Nguồn năng lượng: Lò phản ứng hạt nhân kiểu mới.
Chế tạo: Clyne Faction.
Chiều cao: 19m.
Tổng trọng lượng: 60 tấn.
Vũ khí:
- Pháo tầm gần 6 nòng MMI-GAU27D 31mm CIWS.
- Pháo beam đa năng: MGX-2235 Callidus.
- Kiếm beam: M02G Super Lacerta ×2.
- Pháo railgun: MMI-M15E Xiphias ×2.
- Khiên năng lượng: MX2200 Beam Shield.
- Súng trường beam:MA-M21KF High-Energy Beam Rifle x 2.
- Hệ thống Dragoon:MA-80V Beam Assault Cannon x 8

## Người lái
- Tên: Kira Yamato
- Lồng tiếng bởi Souichirou Hoshi.
- Sinh ngày 28 tháng 5 CE55
- Nhóm máu A.
- Người điều khiển 2 Gundam "ZGMF-X10A Freedom" và "ZGMF-X20A Strike Freedom.
- Là nhân vật chính từ phần trước và vẫn giữ vị trí đó cho đến phần này, Kira thể hiện được sự quan trọng của mình trong anime dù mãi cho đến khoảng tập 13 anh mới có những hành động có ảnh hưởng đến diễn biến cậu chuyện. Kira sau cuộc chiến trước đã cùng với Lacus, Ramius và Waltfeld chuyển đến sống cùng với một đám trẻ mồ côi và một cha sứ ở một hòn đảo nhỏ thuộc ORB. Cuộc sống bình yên cho đến khi một nhóm của ZAFT đến ám sát Lacus, điều đã buộc Kira quay lại với Gundam và chiến trường.

## Liên kết
- Trang chủ Gundam Seed Destiny
- Gundam Seed Destiny trên Wikipedia tiếng Việt Lưu trữ ngày 13 tháng 9 năm 2006 tại Wayback Machine